# Sigiswult
Sigiswult was in de 5e eeuw een generaal in het Romeinse leger van Gotische komaf. Hij speelde een belangrijke rol tijdens de gebeurtenissen onder het keizerschap van Valentinianus III. Vanaf 432 behoorde Sigisvult tot de groep generaals die nauw samenwerkten met Aëtius, de opperbevelhebber die na de burgeroorlog van 432 feitelijk het West-Romeinse rijk bestuurde. 

## Geschiedenis
In de burgeroorlog van 427 tot 429 werd Sigiswult naar Africa gezonden, teneinde de opstand van de dux Bonifatius neer te slaan. Een eerder gezonden expeditieleger was door Bonifatius verslagen. Sigiswult veroverde in 427 de kuststeden Carthago en Hippo, doch was niet in staat Bonifatius definitief te verslaan.
Sigiswult werd mogelijk tot comes Africae benoemd en stelde als Ariaanse christen een Ariaanse bisschop aan, Maximinus, die het bisdom betwistte met Augustinus van Hippo in 427 of 428. Hij keerde vermoedelijk terug naar Italië nadat de betrekkingen tussen de keizer en Bonifatius in 429 waren hersteld.
In 437 werd Sigiswult samen met Aëtius tot consul van het Romeinse rijk benoemd. Als generaal magister utriusque militiae bleef hij actief in het Romeinse leger. Hij was betrokken bij acties tegen de Goten en de Vandalen. Tegen 448 was hij patriciër geworden.